# Neunzylindermotor
Der Neunzylindermotor, kurz Neunzylinder, ist eine seltene Art von Hubkolben-Verbrennungsmotoren. Es gibt ihn als Reihenmotor – dann meistens als Zweitakt-Dieselmotor sowie als Sternmotor –, in aller Regel Ottomotoren. Die Reihen-Dieselmotoren sind meist wassergekühlt, die Sternmotoren dagegen luftgekühlt.

## Bauarten

### Reihenmotor
Reihenmotoren mit neun Zylindern, praktisch ausschließlich als Zweitakt-Dieselmotor, werden zum Antrieb von Schiffen eingesetzt. Bekannte Hersteller solcher Schiffsdieselmotoren sind die Sulzer AG in der Schweiz und MAN Diesel & Turbo (Marke B&W) und ihre Lizenznehmer, heute zumeist koreanische und chinesische Werften.

### Sternmotor
Bereits im Ersten Weltkrieg waren viele Flugzeugtypen mit luftgekühlten Neunzylinder-Umlaufmotoren versehen, bei denen Kurbelgehäuse, Zylinder und der Propeller um die starre Kurbelwelle rotierten. Als Flugmotor waren Neunzylinder-Sternmotoren konventioneller Bauart lange Zeit im Einsatz, da sie eine vergleichsweise hohe Motorleistung boten. Der Aufbau (Ventilsteuerung mit Nockentrommel, Kurbelwelle mit einem Haupt-Pleuel und acht Nebenpleueln) und damit die Wartung ist jedoch aufwendiger als bei Reihenmotoren.

## Konstruktive Besonderheiten
Die mäßige Laufruhe von Neunzylinder-Reihenmotoren, auch dies ein Grund für den ausbleibenden Einsatz im seriellen Kraftfahrzeugbau, resultiert ähnlich wie bei Fünfzylindermotoren aus der ungeradzahligen Kurbelversetzung. Dazu kommt die außerordentlich langgestreckte Bauweise. Die Herstellung der mechanischen Kernkomponenten (Kurbelwelle beim Neunzylinder-Reihenmotor bzw. Zylinderblock und Anschlusspunkte der Nebenpleuel an das Hauptpleuel beim Neunzylinder-Sternmotor) stellen jedoch kein größeres Problem dar, dank der ganzzahligen Teilbarkeit des Vollkreiswinkels durch neun (360° : 9 = 40°). Im Schiffbau werden gelegentlich Neunzylinder-Reihenmotoren eingesetzt, dann werden Kurbelwellen in Form dreier hintereinanderliegender Dreizylinder-Kurbelwellen bevorzugt, wodurch einerseits die Herstellung der Kurbelwellen vereinfacht wird, zum anderen kann so die Größe der Zylinder begrenzt werden, die bei einem Dreizylindermotor gleichen Hubraumes technologisch zum Problem wird.
Im versetzten Hintereinander-Bau – aus Kühlungsgründen – entstanden aus zwei Neuner-Sternen auch luftgekühlte Achtzehnzylinder-Motoren.

## Trivia
Das Faszinosum von Neunzylinder-Sternmotoren motivierte einzelne Kraftfahrzeug-Hobby-Erbauer, ungewöhnliche Einbauorte für Flugzeugmotoren zu wählen. So sind in den 2000er Jahren ein Goggomobil und ein Motorrad mit Neunzylinder-Stern-Flugmotoren russischer Bauart mit ca. 700 PS entstanden.